# Гутьеррес, Хоакин
Хоакин Гутьеррес Мангель (исп. Joaquín Gutiérrez Mangel; 30 марта 1918, Лимон — 16 октября 2000, Сан-Хосе) — испаноязычный писатель Коста-Рики, переводчик, поэт, журналист, шахматист, деятель коммунистического движения. Член Литературной академии Коста-Рики, лауреат Национальной культурной премии Коста-Рики. Удостоен звания доктора «honoris causa» Университетом Коста-Рики за вклад в национальную культуру. В 1999 году назван газетой «Насьон» важнейшим национальным литературным деятелем двадцатого века.

## Биография

### Ранние годы
Писатель родился в 1918 году в городе Пуэрто-Лимон на побережье Коста-Рики в семье обеспеченного фермера. Школьные годы Гутьеррес провёл в столице Коста-Рики, Сан-Хосе.

### В левом движении
В старших классах Лицея Коста-Рики стал основателем студенческого социалистического кружка. В 1935 году вступил в местную компартию, поначалу называвшуюся Рабоче-крестьянской, затем Коммунистической, и наконец, известной как Народный авангард Коста-Рики. О своих политических взглядах он впоследствии писал:
Я думаю, что я был им [коммунистом] всегда. Получилось так, что с самых молодых лет я был близок к партии. Во времена гражданской войны в Испании и фашизма не было никакой другой разумной альтернативы, и потому все крупные интеллектуалы были левыми… Меня с детского возраста восхищал Сандино. Его стяг был красно-черным. Красным был вымпел Дон Кихота, красным — флаг Спартака и таким же — флаг Максима Горького, под которым он мечтал и под которым сейчас покоится. Я всегда шел по жизни под одним и тем же флагом… Надеюсь, что красное знамя останется до моего собственного реквиема, первым и единственным знаменем моей жизни

### Начало странствий
Он поступил на юридический факультет, но был исключён во время студенческой забастовки. В 1937-м году Гутьеррес покинул Коста-Рику (сначала писатель жил в Нью-Йорке, где изучал английский язык, затем на некоторое время вернулся в Коста-Рику, пока не переехал в Чили). Эмигрировал он после крупной забастовки рабочих-пеонов компании «Юнайтед Фрут», описанная им впоследствии в романе «Пуэрто-Лимон», имеющем автобиографические черты.
Вначале отец на год отправил его на учёбу в Нью-Йорк, где Хоакин участвовал в турнирах, организуемых «Шахматным клубом Маршалла», и сдружился с коста-риканским коммунистом Мануэлем Морой, основателем Рабоче-крестьянской партии и одним из будущих участников Гражданской войны в Коста-Рике.
Другими его друзьями и учителями были такие значимые для культурной и литературной жизни Коста-Рики фигуры, как Кармен Лира, Йоланда Ореамуно, Хоакин Гарсия Монхе, Франсиско Амигетти и Макс Хименес.
Во время пребывания на Коста-Рике работал в Центральном банке Коста-Рики. В 1939 году в возрасте 21 года стал чемпионом Коста-Рики по шахматам и отправился в Аргентину на шахматную олимпиаду (в качестве журналиста — Коста-Рика не смогла выставить команду). После олимпиады он должен был отправиться во Францию, чтобы работать на фабрике, которую содержал его родственник по материнской линии, однако из-за начавшейся Второй мировой войны его расчёты на поездку во Францию не сбылись.

### Жизнь в Чили
С 1939 года Гутьеррес жил в Чили, где работал переводчиком для агентств новостей «Рейтерс», «Юнайтед Пресс» и «Ассошиэйтед Пресс», а также сотрудничает в редакции коммунистической газеты «Эль Сигло» («El Siglo»). В 1941-м году женился на чилийке Елене Хеорхе Насимьенто. В 1942—1945 годах временно вернулся в Коста-Рику, где, чтобы прокормить семью и будущего ребёнка, устроился в компанию «Мартин Вундерлич», прокладывавшую Панамериканское шоссе.
Писатель знакомится со знаменитым чилийским поэтом Пабло Нерудой и президентом Чили Сальвадором Альенде, который назначает его директором издательства «Киманту» (Editorial Quimantú) в период правительства Народного единства. Среди его друзей был и советский разведчик Иосиф Григулевич, которому он помог в оформлении фальшивого паспорта Коста-Рики. Гутьеррес много путешествует, в том числе в Китай, где ему поручили работу по переводу трудов Мао Цзэдуна на испанский язык. В качестве корреспондента газеты Коммунистической партии Чили «Эль Сигло» он проводит почти пять лет (1962—1967) в СССР.

### Возвращение на родину
После пиночетовского военного переворота и гибели Альенде в 1973-м году Гутьеррес покидает Чили и возвращается в Коста-Рику. Там он продолжает свою литературную карьеру (помимо написания собственных произведений, переводит Шекспира: «Король Лир», «Макбет», «Гамлет», «Юлий Цезарь») и преподаёт в Университете Коста-Рики. Оставался политически активен: дважды выдвигался в вице-президенты левым избирательным альянсом коммунистов, социалистов и троцкистов «Объединённый народ» (Pueblo Unido), в 1987 году участвовал в работе московского форума «Интеллектуалы за мир».

## Произведения
- Poesía, 1937, San José (Costa Rica)
- Jicaral, 1938, San José (Costa Rica)
- «Кокори» / Cocorí, 1947, Santiago (Chile)
- «Заросли» / Manglar, 1947, Santiago (Chile)
- «Пуэрто-Лимон» / Puerto Limón, novela, 1950, Santiago (Chile)
- Del Mapocho al Vístula, 1953, Santiago (Chile)
- «Листок на ветру» /La hoja de aire, 1968, Santiago (Chile)
- «Умрём, Федерико?»  / Murámonos, Federico, 1973, San José (Costa Rica)
- Volveremos, 1974
- Te conozco mascarita, 1977, Santiago (Chile)
- «Помнишь ли, брат?» / Te acordarás, hermano, 1978, Havana (Cuba)
- Chinto Pinto, 1982, San José (Costa Rica)
- Vietnam: Crónicas de guerra, 1988, San José (Costa Rica)
- Obras completas, 1998–2003, San José (Costa Rica)
- Crónicas de otro mundo, Editorial Universidad de Costa Rica, 1999, San José (Costa Rica)
- Los azules días, memorias, Editorial Universidad de Costa Rica, 1999, San José (Costa Rica)

Автор четырех романов:
- «Мангровый лес» / Manglar(в русском переводе «Заросли»; 1947),
- «Пуэрто-Лимон» / Puerto Limón (1950),
- «Умрём, Федерико?» / Murámonos Federico (1973),
- «Помнишь ли, брат?» / Te acordás hermano (1978).

Гутьеррес был также поэтом (два его первых сборника вышли в 1937 и 1938 годах) и автором дневниковых страноведческих заметок, которые создал во время путешествий:
- «От реки Мапочо до Вислы» (1952),
- «СССР как он есть» (1967),
- «Хроники другого мира»,
- «Вьетнам: военные хроники» (1988).

Гутьеррес осуществил испанские переводы таких произведений Шекспира как «Король Лир», «Гамлет», «Макбет» и «Юлий Цезарь», чтобы придать их языку латиноамериканской (а не «полуостровной») специфики. Его перу также принадлежат переводы произведений о Мао Цзэдуне и Лю Сине.

## Публикации на русском языке
- Пуэрто-Лимон. Роман. Пер. Р.Похлебкина. М.: Молодая гвардия 1970г. 192 с.
- Ты, помнишь брат. Роман. Пер. Р.Сашина // Латинская Америка. Литературный альманах. Выпуск 1. — М.: Художественная литература, 1983. — 147 с.
- Умрем, Фредерико? Роман. Пер. Ю.Павлова // Иностранная литература, №02, 1976
- Листок на ветру. Повесть. Пер. Ю.Грейдинга //  Латиноамериканская повесть. Т. 2, с. 506-527, М.: Художественная литература, 1989 г.

## Премии
- Премия «Рапа-Нуи» (Чили; 1947) — за детскую книгу «Кокори», историю мальчика-негритёнка.
- Премия Дома Америк (1978) — за роман «Помнишь ли, брат?»

## Семья
Дочери писателя:
- Елена Гутьеррес Насимьенто — известная в Чили и Коста-Рике балерина и хореограф;
- Алехандра Гутьеррес Насимьенто (1942) — театральный режиссёр и литератор;

Внучка:
- Иштар Ясин Гутьеррес[исп.] (1968), кинорежиссёр.